# Acrotocepheus burckhardti
Acrotocepheus burckhardti är en kvalsterart som beskrevs av Sandór Mahunka 1987. Acrotocepheus burckhardti ingår i släktet Acrotocepheus och familjen Otocepheidae. Inga underarter finns listade i Catalogue of Life.